# Almkronmal
Almkronmal (Bucculatrix albedinella) är en fjärilsart som beskrevs av Philipp Christoph Zeller 1839. Almkronmal ingår i släktet Bucculatrix och familjen kronmalar. Enligt den finländska rödlistan är arten starkt hotad i Finland. Enligt den svenska rödlistan är arten nära hotad i Sverige. Arten förekommer i Götaland, Gotland, Öland, Svealand och Nedre Norrland. Artens livsmiljö är friska och torra naturlundar. Inga underarter finns listade i Catalogue of Life.